# Bari-Bitontói főegyházmegye
A Bari-Bitontói főegyházmegye (latinul: Archidioecesis Barensis-Bituntina, olaszul: Arcidiocesi di Bari-Bitonto) a római katolikus egyház metropolita főegyházmegyéje, amelynek érseki székhelye az olaszországi Bariban található. A főegyházmegye szuffragán egyházmegyéi: a Trani-Barletta-Biscegliei főegyházmegye, illetve az Altamura–Gravina–Acquaviva delle Fonti, az Andriai, a Conversano–Monopoli és a Molfetta-Ruvo-Giovinazzo-Terlizzi egyházmegye. Metropolita érseke Giuseppe Satriano, nyugalmazott érseke pedig Francesco Cacucci.

## Története
A Bari egyházmegye a 4. században jött létre. Miután a bizánci parancsnok 552-ben győzelmet aratott az keleti gótok felett a Mons Lactarius-i csatában, a Bari egyházmegye a konstantinápolyi ökumenikus pátriárka irányítása alá került, aki a 6. században érseki székhellyé tette. 1071-ben, hároméves ostrom után a normannok Robert Guiscard vezetésével elfoglalták Barit, az utolsó nagy olasz várost, amely még mindig Bizánc birtokában van. Ettől kezdve a Bari főegyházmegye ismét a pápának volt alárendelve.
1986. szeptember 30-án II. János Pál pápa egyesítette a Bitonto székhelyű Bitontói egyházmegyével, és megalakította a Bari-Bitontói főegyházmegyét.

## Szomszédos egyházmegyék
- Altamura-Gravina-Acquaviva delle Fonti egyházmegye (délnyugat)
- Molfetta-Ruvo-Giovinazzo-Terlizzi egyházmegye (nyugat)
- Conversano-Monopoli egyházmegye (délkelet)
- Castellanetai egyházmegye (dél)

## Fordítás
Ez a szócikk részben vagy egészben  az   Erzbistum Bari-Bitonto című német Wikipédia-szócikk ezen változatának fordításán alapul.  Az eredeti cikk szerkesztőit annak laptörténete sorolja fel. Ez a jelzés csupán a megfogalmazás eredetét és a szerzői jogokat jelzi, nem szolgál a cikkben szereplő információk forrásmegjelöléseként.